# 陈小平 (1963年7月)
陈小平（1963年7月—），男，汉族，江西莲花人，中华人民共和国政治人物，曾任江西省人民政府副省长，江西省生态环境厅党组书记、厅长。现任江西省人民政府党组成员。